# Assade ibne Iázide Axaibani
Assade ibne Iázide Axaibani (Asad ibn Iazid ax-Xaibani) foi um general e governador árabe do Califado Abássida do começo do século IX.

## Vida

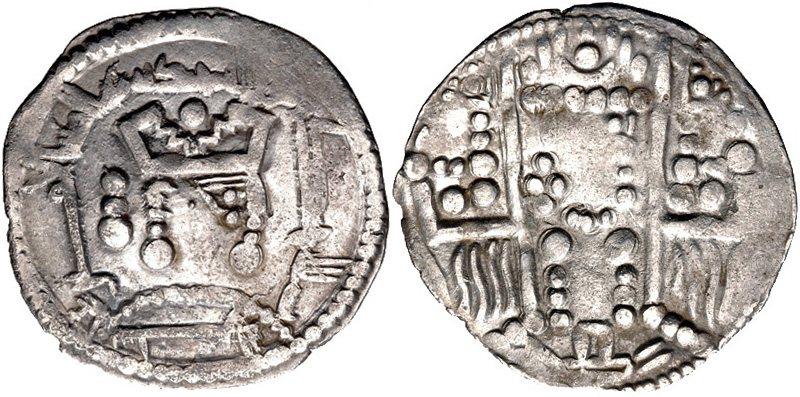
Dracma de Alamim r. quando de seu mandato como governador do Coração

Assade foi um membro dos xaibanitas, dominante na região de Diar Baquir ao norte da Jazira, e filho de Iázide ibne Maziade Axaibani, que serviu duas vezes como governador (osticano) da Armênia (uma grande província que compreendia toda a Transcaucásia). Por 801, quando seu pai morreu, Assade foi governador de Moçul e sucedeu-o como osticano por aproximadamente um ano; por sua vez, foi sucedido seu irmão Maomé.
Assade foi renomeado como osticano sob o califa Alamim (r. 809–813) para confrontar uma revolta dos colonos árabes no Ibéria sob Iáia ibne Saíde e Ismail ibne Xuaibe Assade conseguiu debelar a revolta e capturar seus líderes, mas mais partiu perdoou-os e libertou-os, e devido a isso foi demitido de seu ofício.